# Sarpanitum Corona
La Sarpanitum Corona è una struttura geologica della superficie di Venere.